# Cimera del Castillo y el León

La Cimera del Castillo y el León o Cimera Real de Castilla.

La Cimera del Castillo y el León, también denominada Cimera Real de Castilla, fue la que utilizaron los últimos monarcas castellanos y los   españoles.
Esta cimera, compuesta, consistió en un castillo o fortaleza con la figura de medio león asomándose en su parte superior. Estas dos figuras fueron extraídas de los muebles del escudo de armas de estos reyes.
Durante los reinados de los monarcas castellanos y de los españoles pertenecientes a la Casa de Austria, el león se encontraba coronado con una corona real antigua, abierta.
El primer monarca en utilizar esta cimera fue Juan II de Castilla, su uso se encuentra documentado en las monedas de diez y veinte doblas, acuñadas en la ciudad de Sevilla. Como ha expuesto el historiador José María de Francisco Olmos en su estudio sobre la moneda castellana bajomedieval, en el anverso de estas monedas se encuentran representado un escudo con la Divisa de la Banda, un emblema muy utilizado por este monarca, situado en un escudo, timbrado con la mencionada cimera.
En el mismo estudio, este autor recuerda que la Cimera del Castillo y el León también se encuentra representada en una imagen Juan II,  de tipo ecuestre, recogida en el Armorial de la Orden del Toisón de Oro, custodiado en la Biblioteca del Arsenal de París.

Las armas castellanas con la cimera primitiva

Las armas castellanas con la Cimera del Castillo y el León. Durante el reinado de Juan II la cimera solía representarse sobre un escudo con la Divisa de la banda

Faustino Menéndez Pidal ha señalado que, con anterioridad, los monarcas castellanos habían utilizado otra cimera, consistente en la figura de medio grifo, dorado. Esta antigua cimera, que se muestra en el Armorial de Gelre (Folio 60v), fue utilizada por Enrique II, Juan I y Enrique III.
Después del reinado de los Reyes Católicos, hay constancia del uso de esta cimera por parte de Felipe el Hermoso en algunas versiones ornamentadas del escudo de armas que adoptó como rey jure uxoris de Castilla. Podemos encontrar dos ejemplos destacados en su sello y en el libro sobre la Orden del Toisón de Oro, ilustrado por Simon Bening. Las armerías de Felipe fueron recogidas en esta obra dada su condición de soberano-gran maestre de la orden.
Los monarcas españoles de la Casa de Austria también mantuvieron esta cimera en sus escudos más ornamentados. A comienzos del siglo XVI la figura del león comenzó a portar una espada (en su diestra) y un orbe (en su siniestra). En el caso de Felipe II y Felipe III, la cimera castellana se encontraba flanqueada por otras dos, consistentes en las figuras de sendos dragones, que habían pertenecido a los monarcas portugueses y aragoneses. En los escudos de estos dos reyes, se encontraba situada en el lugar preferente, en la parte central del timbre, porque las armas castellanas se encontraban colocadas en el primer cuartel del blasón propiamente dicho. Uno de estos escudos puede contemplanse sobre las estatuas orantes que representan a la familia Felipe II, obra de Pompeo Leoni, que se encuentran situadas en el interior de la Basílica de El Escorial (Madrid).
Por el mismo motivo, la preferencia otorgada a las armas castellanas, los monarcas españoles de la Casa de Borbón únicamente mantuvieron la cimera castellana en la versión más ornamentada de su escudo de armas (tanto en la variante adoptada por Felipe V como en la de su hijo Carlos III). En estas armerías, la corona del león fue sustituida por otra cerrada con ocho diademas, cinco a la vista, como ocurría con la utilizada en la versión común del escudo de armas y se introdujo una cinta con la inscripción Santiago, aludiendo al apóstol Santiago como patrón de España.  En esta época, fue habitual considerar a la cimera castellana como la cimera real del conjunto de España, así lo expusieron algunos heraldistas como el José de Avilés e Iturbide, I marqués de Avilés, en su obra Ciencia heroyca. Sin embargo, desde el siglo XVIII, los blasones más ornamentados fueron utilizados de forma muy puntual y nunca llegaron a ser considerados oficiales, por lo que la Cimera del Castillo y el León prácticamente cayó en desuso.
Desde 1975, con la restauración de la monarquía en la persona de Juan Carlos I, no existe en España ninguna versión de las armas reales con tenantes, lema, lambrequines, yelmo y cimera. A diferencia de lo que sucede con la cimera de los antiguos monarcas aragoneses, la cimera del Castillo y el León no ha sido adoptada por la heráldica cívica de ninguna entidad territorial que perteneciera a la desaparecida Corona de Castilla.  Hasta el año 2011 la Fuerza Logística Operativa del Ejército Español la mantuvo como mueble heráldico, situándola dentro de su escudo de armas.

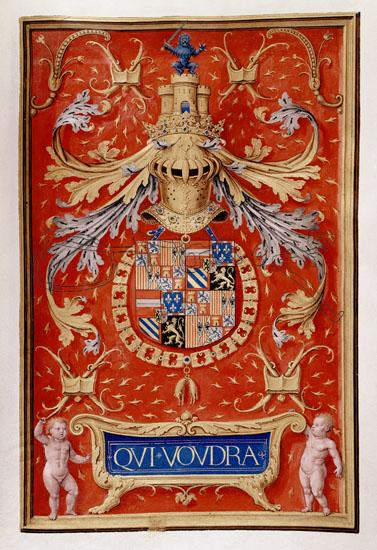
Ilustración de Simon Bening con el escudo Felipe el Hermoso, adornado con la cimera castellana.
Las armas de Felipe II y Felipe III con las cimeras reales de Portugal, Castilla y Aragón.
Las armas reales de España con la cimera de Castilla (1761-1868 / 1874-1931)